# Зелений Цезар
Зелений Цезар — бюст Гая Юлія Цезаря, виготовлений із зеленого сланцю, ймовірно, в І століття н.е. Зберігається в Старому музеї.

## Опис
Бюст висотою 41 сантиметр, трохи перевищує натуральну величину. Виготовлений із зеленого сланцю. На обличчі якісно відображено ознаки старості, такі як наявність залисини, зморшкуваті щоки, глибокі носогубні складки та гусячі лапки навколо очей. 
Обличчя зображене довгим і кутастим, із яскраво вираженими вилицями, високим лобом та сильним підборіддям. Довгий і прямий ніс, виражений борлак, вузькі губи — усе це робить Цезаря худорлявим і виснаженим. 

## Стиль
Широко розповсюджена думка, що на бюсті зображений Гай Юлій Цезар — римський політик, одна з найважливіших фігур у кінці існування Римської республіки. Єдині відомі портрети, що були зроблені за його життя зберігаються на монетах. Усі скульптурні портрети були створені після смерті Цезаря. Вони повністю відповідають республіканським традиціям. 
Зелений Цезар належить до групи пізніх республіканських портретів, які здаються сучасним глядачам дещо індивідуалізованими. Насправді, вони відображають різноманітні ідеалізовані риси, а саме цінності та якості, яких очікували від державного діяча. Ознаки старості вказують на владу (auctoritas), у той час як погляд та вираз обличчя на гідність і серйозність (gravitas і severitas). Нахил голови вказує на динамізм і силу. Глядач бачить серйозного й гідного чоловіка, який повністю усвідомлює свою посаду й обов’язки. 
Фактичні причини створення бюсту досі невідомі. Багато археологів вважають, що дата створення датується І століттям до н. е., однак більшість все ж таки віддає перевагу І століттю н. е. — ранній період Римської імперії. Ймовірно був зроблений у Стародавньому Єгипті, оскільки зелений сланець походить із Верхнього Єгипту. Більш того, спосіб гравіювання волосся вказує на те, що бюст робили в Єгипті, оскільки така методика не була прийнята в Стародавньому Римі. 

## Походження
Бюст, імовірно, був установлений у Стародавньому Римі та знайдений там пізніше. Потім був перевезений до Франції в 1767 році та придбаний Фрідріхом ІІ у Парижі. Разом з іншими предметами був виставлений у Берлінському античному зібранні в 1820-х роках. З 2010 року бюст виставлений у Старому музеї з Клеопатрою, царицею Єгипту.